# Plaza Vieja de La Habana
La plaza Vieja de La Habana es una plaza situada en La Habana Vieja, en Cuba. La plaza y sus alrededores son también uno de los siete Consejos Populares (barrios) del municipio de La Habana Vieja. Tiene una población residencial de 17.426 personas.
La plaza se llamó plaza Nueva. Surgió como un espacio abierto en 1559, después de la plaza de Armas y de San Francisco. En la época colonial fue un barrio residencial de la plutocracia criolla.
En ella se encuentra ubicado el complejo monumental de El Templete, construido en 1828 en el sitio que se supone se celebró la primera misa y el primer cabildo de La Habana en 1519. 
Aquí también se encuentran otras edificaciones monumentales importantes para La Habana Vieja, como el Castillo de la Real Fuerza, que alberga el Museo de la Navegación; o el Palacio del Segundo Cabo.